# Meurtre de Chaïb Zehaf
Chaïb Zehaf est un cariste d'origine algérienne, tué à la sortie d'un bar, le 4 mars 2006 à Oullins dans le Rhône. 

## Affaire
Le 8 septembre 2006, sous la conduite de leurs avocats, François Saint-Pierre et Patrick Klugman, la famille de Chaïb Zehaf demande la requalification pour crime raciste : « Me Saint Pierre, avocat de la veuve a déposé un mémoire auprès de la juge d'instruction, afin de demander la requalification des faits ». 
Afin de développer la thèse du caractère raciste du meurtre, les avocats font intervenir comme témoins Bernard-Henri Lévy et le président de SOS Racisme Dominique Sopo. 
La cour d'assises du Rhône a prononcé le 29 janvier 2009 une peine de vingt-cinq ans de réclusion criminelle contre le meurtrier Jean-Marie Garcia. 
La décision du jury de ne pas retenir le mobile raciste a provoqué la colère des partisans anti-racisme dont Bernard-Henri Lévy: « Jadis, nous disions : « juifs à Paris, Arabes à Toulon, c’est nos potes qu’on assassine. » Aujourd’hui, il faut reprendre : « qu’il cible un fils de président ou un cariste, qu’il tue un Ilan Halimi ou un Chaïb Zehaf, le racisme reste le racisme - et le deux poids deux mesures demeure la forme la plus sournoise de notre lâcheté, quand ce n’est pas de notre consentement. » »
La recours à des « autorités morales » dans le cadre d'un tel procès a été condamné par certains avocats. Ainsi, Maître Eolas commentera la stratégie des avocats de la victime de la manière suivante : « à défendre une thèse sans preuve, et en y substituant des autorités morales, n'y a-t-il pas un risque de ridicule ? Car faire venir à la barre un témoin qui dit, narquois, que pour lui, dès lors que la famille pleure, la présomption d'innocence n'importe plus guère, ce n'est pas forcément très glorieux ».  